# 2017 WH30
2017 WH30 est un objet transneptunien de magnitude absolue 6,7. Son diamètre est estimé à environ 170 km.